# Susenburger Teich
Susenburger Teich ist der Name eines stehenden Gewässers in der Stadt Oberharz am Brocken im Harz. Der Teich liegt in Susenburg bei Rübeland im Bodetal. Er wird durch das Wasser eines Grabens gespeist, der unterhalb der Ruine der Susenburg von der Bode abzweigt. Der Susenburger Teich dient als Angelgewässer. Auch speziell das Fliegenfischen kann hier ausgeübt werden. Am Teich führt ein Wanderweg von der Überleitungssperre Königshütte nach Susenburg vorbei.